# Rudi Klos

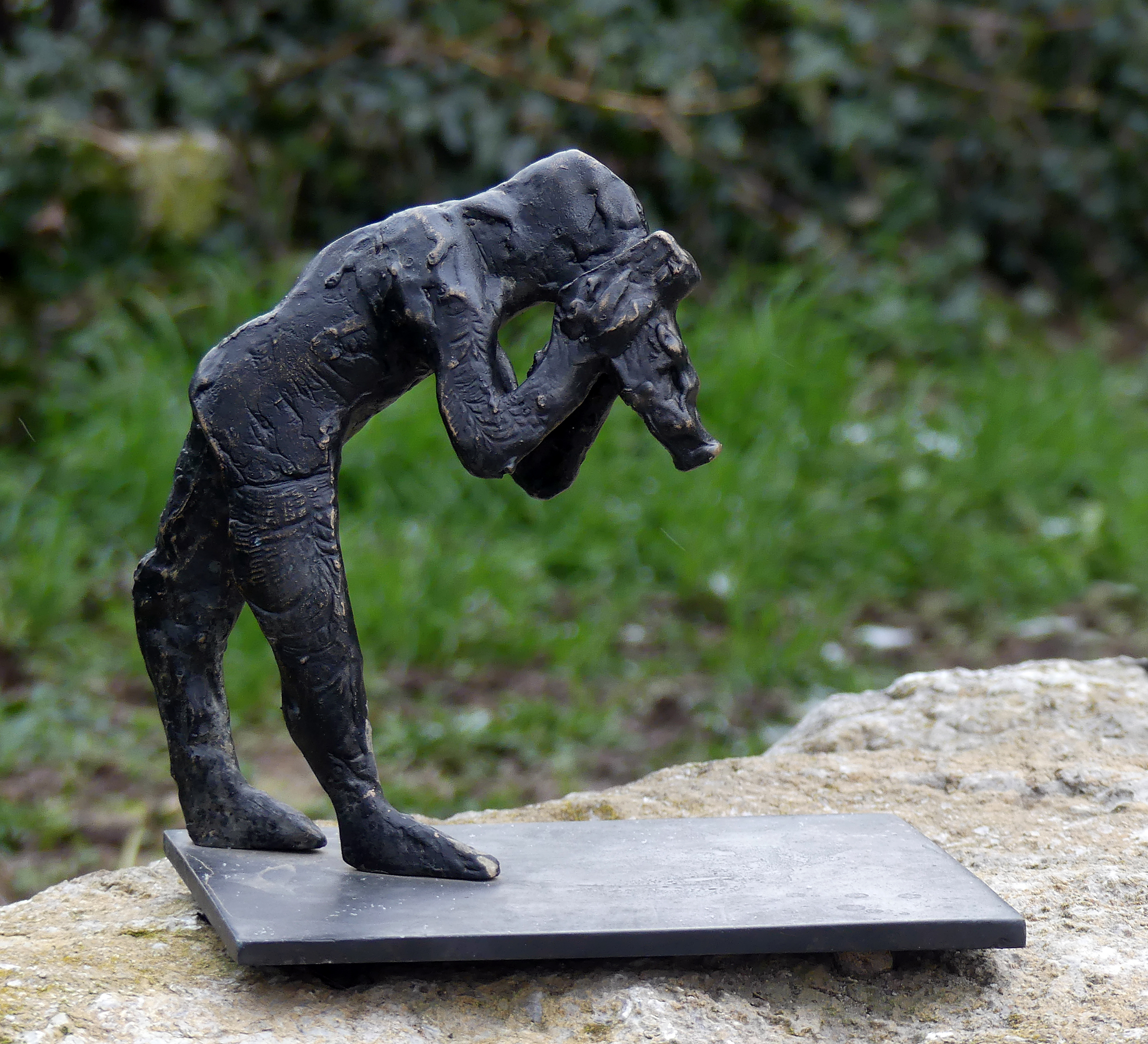
Der kleine Rudi Klos – Skulptur von Liesel Metten

Rudi Klos (* 1927 in Nieder-Olm; † 1995) war ein deutscher Fotograf, der ab Ende der 1940er Jahre in der Region Mainz/Rheinhessen arbeitete und an die 50 Jahre dort die Menschen und die Landschaft dokumentierte. Anlässlich einer Ausstellung im Jahr 2023 stellte das Nieder-Olmer Stadtarchiv fest: „Manche seiner Fotografien zählen inzwischen zu Ikonen des kollektiven Bildgedächtnisses.“ Die Stadt Nieder-Olm benannte 2012 die Rudi-Klos-Allee nach ihm, die Künstlerin Liesel Metten widmete ihm 2015 eine kleine Bronze-Skulptur.

## Leben
Rudi Klos besuchte zunächst die Volksschule, erlernte das Schreinerhandwerk und widmete sich zunächst privat der Fotografie. „Rudi Klos schoss 1948 sein erstes Zeitungsfoto, als ein Pferd in eine Baugrube stürzte und sich nicht alleine befreien konnte. In den folgenden Jahren wurden viele weitere seiner Fotos in der Allgemeinen Zeitung Mainz abgedruckt. Geschätzt wurde er vor allem wegen seines präzisen Blicks, aber auch, weil Rudi Klos schnell und verlässlich Fotos liefern konnte.“ Klos entwickelte einen mobilen Dunkelsack, mit dessen Hilfe er bereits unterwegs mit Rad oder Moped seine Filme entwickeln konnte.  „Dank seines selbstgebauten Entwicklungssacks ist es dem Mainzer Pressefotografen Rudi Klos schon in den fünfziger und sechziger Jahren gelungen, […] ungewöhnlich schnell die anschließend angefertigten Abzüge in die Redaktion zu liefern. Das, und die Tatsache, dass er anfangs mit dem Fahrrad, später dann auf dem Moped von einem Ereignis zum nächsten eilte, haben den gebürtigen Nieder-Olmer seinerzeit zum bekannten ‚rasenden Reporter‘ werden lassen.“ „Im Auftrag der Mainzer Allgemeinen Zeitung fotografierte er beinahe ein halbes Jahrhundert lang […] sportliche, kulturelle und politische Ereignisse.“

## Rezeption
„Besonders am Herzen lagen ihm die rheinhessische Landschaft sowie das alltägliche Leben der Menschen,“ hebt das Nieder-Olmer Stadtarchiv, das seinen Aufnahmen ikonografische Qualitäten zubilligt, hervor und bezeichnet ihn in Anerkennung seiner Arbeit als den „Rheinhessen-Fotograf schlechthin“.
Der Lokalhistoriker Peter Weisrock stellt fest, dass die Bilder von Rudi Klos spontan wirkten, aber sie seien „durch den sicheren Blick für den einzigen unwiederbringlichen Moment, der sie letztlich zum Kunstwerk werden ließ“, geprägt. „In vielen Publikationen des Mainzer Raumes wurden sie aufgenommen und abgedruckt.“
Die Stadt Mainz findet, die Bilder von Klos böten die Möglichkeit, „in ein Mainz einzutauchen, das so nur noch teilweise existiert“, der Dorf- und Geschichtsverein Essenheim ist der Überzeugung, dass Klos „der Nachwelt ein einzigartiges fotografisches Lebenswerk“ hinterlassen habe.

## Ausstellungen (Auswahl)
- 2015: „Ein Leben für die Fotografie - Rudi Klos“. Fotoausstellung von Glockwerks Lichte Kunstprojekte und der Interessengemeinschaft Geschichte Nieder-Olm im Rathaus der VG Nieder-Olm[7][8]
- 2019: „Rudi Klos – Pressefotos der 1950er und 1960er Jahre aus Mainz und Rheinhessen“. Fotoausstellung der Stadt Mainz in der Rathausgalerie[2]
- 2023: „Rudi Klos, Best of 70-80er“. Fotoausstellung des Stadtarchivs Nieder-Olm im Rathaus der Verbandsgemeinde Nieder-Olm[1]
- 2024: „Bilder der 80er Jahre – Rudi Klos“. Fotoausstellung des Dorf- und Geschichtsvereins Essenheim im Kunstforum Essenheim.[6]